# Harald Szeemann
Harald Szeemann (Berna, 11 de junho de 1933 — Locarno, Tessino, 18 de fevereiro de 2005) foi um curador de artes e historiador suíço.

## Biografia
Szeemann foi um mestre da orquestração das diversidades artísticas contemporâneas, exemplo do que constitui e significa o papel de um curador nos séculos XX e XXI.
Personalidade independente, com uma carreira coroada de êxitos, o crítico foi conhecido por sua aproximação inabitual da arte e sua capacidade de suscitar curiosidade por meio de uma utopia positiva, quase ingênua, da vida. Szeemann não era um teórico. E muito menos um conservador de museu. Embora tenha estudado história da arte, arqueologia e jornalismo, era um "crítico" na acepção verdadeira e revolucionária do termo.
Seu hábito era eleger um emblema para a leitura de toda a exposição e ele não parecia experimentar qualquer pudor em exibir os amigos com quem manteve trabalhos de colaboração, como Joseph Beuys.
Uma das características daquela grande personalidade é que ele era também radicalmente contra os guetos nacionais e estéticos. Sempre abolia os muros de separação entre as obras, mesmo entre artistas jovens e consagrados, exigindo uma confrontação global.
A exposição que marcou o início da carreira do curador, em 1969, chamou-se "Quando as atitudes tornam-se forma" ou mais precisamente "When attitudes becomes form: live in your head" e foi realizada na Kunsthalle de Berna. Esta mostra testemunhava uma nova forma desmaterializada de trabalho, onde o ato (ou o processo) de criação era tomado como obra de arte. Não foi uma lista de nomes, um conceito, um movimento ou uma tendência. Apenas "a atividade do artista", como explicou na época o seu criador Harald Szeemann. Entre inúmeros artistas participantes estavam Joseph Beuys, Daniel Buren, Mário Merz, Laurence Wiener, Anne Darboven, Eva Hesse, Bruce Nauman, Claes Oldenburg, Michelangelo Pistoletto e Richard Serra.
Após esta experiência, Harald Szeemann tornou-se curador independente. Situando-se sempre nas fronteiras entre o estético, a sociologia e a etnologia, foi o poeta que via as suas exposições não como uma "interpretação plástica", mas uma espécie de sociedade ideal. (S.L.).

## O Início
Antes de encetar no sistema museológico suíço, Szeemann estudou História da Arte, Arqueologia e Jornalismo na Universidade de Berna e no L'Institut d'Histoire de L'Art de la Sorbonne, trabalhando igualmente na Biblioteca Nacional de Paris (Bibliothèque Nationale). Em 1951, principia na arte teatral, fundando um teatro com três amigos. Até aos 19 anos, Szeemann pretendia ser pintor, mas desistiu desta ambição ao ficar impressionado com uma exposição de Fernand Leger, em 1952, na Kunsthalle Bern. Por volta de 1955, afasta-se do grupo teatral que havia criado, e funda o Einmanntheater, fazendo teatro sozinho, algo que mais tarde iria desenvolver sob o conceito de "gesamtkunstwerk".
Em 1957, ainda enquanto estudante, organizou a sua primeira exposição - ‘Dichtende Maler - Malende Dichter’ - dedicada ao dadaísta Hugo Ball (fundador do Cabaret Voltaire), no Kunstmuseum St.Gallen (Zurique). Segundo Szeemann, a intensidade do trabalho fê-lo concluir que este era o seu meu meio, pois dava "o mesmo ritmo que o teatro, mas não temos de estar no palco constantemente”.

## Kunsthalle Bern (1961 - 1969)
Em 1961, aos 28 anos, torna-se director da Kunsthalle Bern, expondo artistas europeus e americanos emergentes e organizando cerca de doze a quinze exposições por ano. Szeemann descreveu a Kunsthalle Bern como uma espécie de "espaço mental". A instituição não detinha colecção permanente, tornando-se "mais num laboratório, do que num memorial colectivo", permitindo assim "fazer o máximo com recursos mínimos e, ainda assim, ser bom o suficiente para que outras instituições quisessem ‘pegar’ nas exposições e dividir os custos".
Em 1969, as exposições ‘Quando as Atitudes se tornam Forma’ e ‘Freunde und deren Freunde’ (Amigos e os seus Amigos) provocaram controvérsia entre os críticos e o público de Berna, que segundo Szeemann "não consideravam arte aquelas obras". A polémica envolveu o Governo Municipal e o Parlamento que viriam a intervir na programação do espaço, rejeitando exposições de Edward Kienholz e Joseph Beuys. Estas intervenções políticas encaminhariam Szeemann a resignar-se da direcção da Kunsthalle Bern, tornando-se curador independente.
De acordo com Szeemann, a Kunsthalle tornou-se num “laboratório real, onde nasceu um novo estilo de exposição – o caos estruturado”. Segundo Mario Merz, Szeemann "visualizava o caos que nós, artistas, temos na nossa cabeça. Um dia somos anarquistas, noutro bêbados, a seguir místicos".

### Agência para o Trabalho Convidado Espiritual (1968)
Numa afirmação política, Szeemann funda a Agentur für Geistige Gastarbeit em resposta à crescente hostilidade para com trabalhadores estrangeiros na Suíça; Szeemann foi implicado pela origem húngara do seu nome. O nome inspirou-se na denominação dada a certos trabalhadores estrangeiros, chamados de ‘trabalhadores convidados’. Segundo o curador, a agência era uma “empresa ’one-man’, uma espécie de institucionalização de mim mesmo”, onde o curador concebeu e desenvolveu sozinho todas as fases dos projectos. Szeemann afirmou que a sua intenção era "encontrar e fazer algo novo e ao mesmo tempo colocar-me fora do negócio oficial da arte", seguindo o principio original: "trocar a posse pelas acções livres." A partir de 1973, colocou a agência ao serviço do seu Museu de Obsessões.

### ‘Quando as Atitudes se tornam Forma’, Berna (1969)
O seu trabalho na Kunsthalle Bern iria culminar em 1969, com a exposição ‘When Attitudes become Form’ (‘Quando as Atitudes se tornam Forma’), que significaria o ponto de viragem na carreira de Szeemann. A exposição transformou-se numa das mais afamadas do pós-guerra até hoje, rompendo como reacção à Documenta 4 de Kassel (Alemanha, 1968) que Szeemann considerava ter sido demasiado 'cautelosa'. A ‘Quando as Atitudes se tornam Forma’ apresentou cerca de 70 artistas, incluindo Richard Serra, Robert Morris, Claes Oldenburg, Joseph Beuys, Eva Hesse e Bruce Nauman. Numa sucessão de mixed-media, juntou obras do Pós-Minimalismo, Arte Conceptual, Arte Povera, Arte Performance, entre outras. Trabalhos, conceitos, processos, situações, informação - deixam de ser denominados por ‘objecto’ e ‘experiência’, e passam a ser ‘formas’ através das quais estas expressões artísticas são reveladas.

## Curadoria Independente (Ausstellungsmacher)
Em Setembro de 1969, saído da Kunsthalle Bern, Szeemann começa a desenvolver o seu trabalho como curador independente, realizando o projecto fílmico – ‘Height x Length x Width’ com Bernhard Luginbuhl, Markus Raetz, and Balthasar Burkhard. Ao declarar a sua independência da Kunsthalle, Szeemann define-se como um ‘Ausstellungsmacher’(um ‘fazedor de exposições’), unificando simultaneamente várias realidades, como a de arquivista, curador, contabilista, assessor de imprensa, e acima de tudo, de cúmplice dos artistas. No inicio dos anos 70, enceta as suas primeiras exposições independentes: ‘The Thing as Object’ (Nuremberga, 1970), ‘Happenings and Fluxus’ (Colónia, 1970), ‘I Want to Leave a Nice Well-Done Child Here’ (Sidney e Melbourne, 1971).

### 'Happenings and Fluxus', Colónia (1970)
Em 1970, Szeemann foi convidado pelo ministro da cultura de Colónia, a realizar uma exposição na Kölnischer Kunstverein, brotando assim a ‘Happenings and Fluxus’ - uma evocação da história dos Happenings e do Movimento Fluxus. A exposição estava dividida numa estrutura tripartida: a primeira parte era comporta por uma parede de documentos colecionados por Hans Sohm, que havia aglomerado convites, flyers e outros materiais impressos relacionados com happenings e eventos de arte da altura. Esta parede de documentos dividia o espaço em dois: uma segunda parte, de pequenos espaços, onde os artistas podiam apresentar livremente o seu trabalho; e, uma terceira parte, constituída por ambientes criados por Wolf Vostell, Robert Watts, Dick Higgins e Allan Kaprow. Além disto, houve um concerto Fluxus e diversos happenings a acontecer fora a e dentro do museu.

### Documenta 5, Kassel (1972)
Em 1972, Szeemann organizou a Documenta 5, tornando-a numa das mais importantes exposições de sempre, transformando-se numa lenda e num exemplo. A Documenta é uma grande mostra internacional de arte contemporânea, que ocorre a cada 5 anos, durante 100 dias, em Kassel (Alemanha). Pela primeira vez, a Documenta foi concebida como um ‘Evento de 100 dias’, e não um ‘Museu de 100 dias’ como era denominada; Szeemann foi pioneiro ao introduzir instalação, performance, hapennings e outros eventos, e expondo artistas como Richard Serra, Paul Thek, Bruce Nauman, Vito Acconci, Joan Jonas ou Rebecca Horn.
Caracterizada por Szeemann como “a vida concentrada sob a forma de exposição”, o critico de arte François Pluchart distingui, na D5, diferentes tipos de obras confrontadas: umas com as outras (realismo trivial, objecto de baixa cultura ou pornográficos, kitsch), as que se recusam (arte conceitual), as que convencem (publicidade, propaganda política), as que recolocam a sociedade em questão (a body arte social e critica), as que constatam (híper-realismo) e as que evocam um futuro possível (utopia, mitologias individuais). Szeemann desejava esboçar uma trajectória da mimesis, num pensamento hegeliano, resultando num balanço entre o trabalho estático e o movimento, entre grandes instalações e pequenas. Szeemann evitou a batalha entre dois estilos distintos (uma questão de atitude e não estilo), algo que caracteriza a História da Arte, criando o termo ‘mitologias individuais’. Szeemann definiu as Mitologias Individuais como um espaço metafísico, no qual cada pessoa cria o seu próprio sistema de signos e sinais, exprimindo um universo idiossincrático e pessoal. O curador assevera que: “Elas são a tentativa de cada individuo opor sua própria ordem à grande desordem. As Mitologias Individuais trazem a desordem individual para a grande ordem estabelecida.” Já, o escritor e jornalista suíço Dieter Bachmann, diz tratar-se de “uma chamada endereçada a alguém em particular, para justamente realizar sua própria mitologia individual, onde qualquer um pode ser criativo”. A mostra também promoveu e discutiu o contracto The Artist’s Reserved Rights Transfer and Sale Agreement, relacionado com os direitos intelectuais e financeiros da produção artística.

### Museu das Obsessões
Após a Documenta 5, dificuldades financeiras e problemas com as autoridades municipais, levaram Szeemann a criar o 'Museu das Obsessões', dedicado a temas singulares ou universais. Em 1974, o Museu das Obsessões apresenta, no próprio apartamento de Szeemann em Berna, a exposição 'Grand Father' (‘Avô: Um Pioneiro como Nós’). No ano seguinte, apresenta 'Bachelor Machines' (‘Máquinas Celibatárias’), titulo que referência Marcel Duchamp e a sua obra 'A noiva despida pelos seus celibatários, mesmo'.

## Ciência da Patafísica
Em 1961, Szeemann tornou-se membro do Collège de Pataphysique. O dramaturgo Alfred Jarr foi o inventor da ciência da patafísica, descrita como "a ciência das soluções imaginárias e das leis que regulam as excepções" – uma anti-ciência do imaginário, do impossível, do que não é criado. Szeemann usou este conceito em várias exposições, numa espécie de 'antropologia patafísica' (a tentativa de discernir os 'contornos espirituais' de uma região, analisando os seus artefactos culturais mais extraordinários e inclassificáveis). Um exemplo dessas exposições é a 'Monte Verità' ("Monte da Verdade"), sobre um local em Ascona (no lago Maggiore, Suíça) que atraiu anarquistas (como Lenine), artistas, homeopatas, naturistas e teosofistas. A "Monte Verità" ocorreu em cinco locais diferentes, nunca usados em exposição de arte, como um ex-teatro e um ginásio.

## Kunsthaus Zürich - Anos 70, 80, 90 e 1º década do séc. XXI
A partir da década de 80, Szeemann começou a trabalhar de forma nómada. Em 1980, como co-comissário da Bienal de Veneza, criou o Aperto - uma mostra colectiva que ignorava as divisões nacionais dos pavilhões da Bienal, mostrando novos artistas.
De 1981 a 1991, Szeemann foi curador independente da Kunsthaus Zürich, onde criou projectos que misturavam artistas e escritores dos séculos XIX e XX, como Victor Hugo, Charles Baudelaire, Eugène Delacroix, James Ensor, Sigmar Polke, Cy Twombly e Richard Serra. Neste espaço, realizou igualmente diversas retrospectivas: Mario Merz, James Ensor, Sigmar Polke, Cy Twombly, Bruce Nauman, Georg Baselitz, Richard Serra, Joseph Beuys e Walter De Maria.
Em 1997, Szeemann organizou a Bienal de Lyon (França) e a Bienal de Kwangju (Coreia do Sul), e esteve novamente como comissário na Bienal de Veneza em 1999 e 2001. A partir da década de 90, Szeemann organizou várias exposições - ‘Visionary Switzerland’ (1991), ‘Austria im Rosennetz’ (1996), Blood and Honey: Future's in the Balkans (2003), 'Visionary Belgium’ (2005) - dedicados ao potencial visionário de países marginais aos grandes centros europeus como a França, Inglaterra, Itália ou a Espanha. A ‘Visionary Belgium’ (no Palais des Beaux-Arts in Brussels, dedicada ao 175º aniversário do país) seria a sua última exposição, cuja abertura aconteceria pouco antes da sua morte, em 2005, aos 71 anos.

## Arquivo de Harald Szeemann
O arquivo de Szeemann contém milhares de documentos, incluindo cartas de artistas, desenhos, fotografias, livros raros e documentos não publicados. O arquivo, dividido por 8 salas, situa-se na Fabbrica (Fábrica), local de produção do trabalho de Szeemann até à sua morte, em Maggia (Suíça). Segundo Szeemann, o seu arquivo é uma “função da minha própria história. O meu arquivo é a minha memória, é assim que eu olho para ele". Em 2011, o arquivo, denominado como The Harald Szeemann Archive and Library, foi adquirido pela Getty Research Institute, considerando-o uma das mais importantes colecções sobre arte moderna e contemporânea no mundo.